# 肛拭子
肛拭子（英語：anal swab）是一种用于从肛门获得粪便样本的拭子，随后相关人员会用显微镜来检测样本中的病毒、病菌或寄生虫。

## COVID-19检测中的应用
2021年1月，中国大陆因引入肛拭子检测法用于检测2019冠状病毒病例而广受关注。
据中国大陆官方媒体和学术研究，肛拭子检测法比鼻咽拭子检测法更为可靠、精确，因为病毒在直肠中的停留时间比在呼吸道中的停留时间更为长久。但也有观点认为肛拭子检测法的必要性仍待科学验证，例如样本阳性者可能不具有传染性。
做肛拭子检测之前，要将浸泡过盐溶液的2、3厘米长的肛拭子插入肛门，获取样本，然后分析样本。
截止至2021年1月30日，北京已有1000名小学生和教职工接受了肛拭子检测法。对于北京等危险地区、危险人群（不论本国或外国），需接受肛拭子检测。此举措引发部分外国人及日本等国的外国机构抗议。在微博上进行的民意调查中，也有八成受访者表示难以接受这种侵入式检查。该方法的局限性也使它仅限于被隔离人员而非更广泛的群体。
根据中国大陆发布的《新型冠状病毒肺炎实验室检测技术指南》，肛拭子检测可通过留取粪便的方法替代。
西班牙加利西亚针对部分住院患者、新生儿和无法进行鼻拭子采样的精神障碍者采用类似的肛门拭子检测。
世界卫生组织发言人对路透社称，粪便样本可作为替代的测试品，尤其是胃肠道症状者，但在出现症状的第一周检出率低于呼吸道样本。
2021年5月发布的一项针对136名印度尼西亚受试者的研究中认为，肛门拭子检测的敏感性较低（36.7%），但特异性较高（93.8%），结论为诊断时可能不需要追加肛门拭子检测，鼻咽拭子RT-PCR仍是检测COVID-19的标准做法。